# Actinostella digitata
Actinostella digitata is een zeeanemonensoort uit de familie Actiniidae. De anemoon komt uit het geslacht Actinostella. Actinostella digitata werd in 1893 voor het eerst wetenschappelijk beschreven door McMurrich. 